# Łunnyj korabl
Łunnyj korabl (ŁK, ros. Лунный корабль) – radziecki, załogowy lądownik księżycowy z czasów wyścigu kosmicznego pomiędzy USA a ZSRR. Zaprojektowany tak, aby umożliwić lądowanie na Księżycu jednemu człowiekowi. Odbył trzy bezzałogowe loty testowe na niskiej orbicie okołoziemskiej, które zakończyły się pomyślnie. Z powodu problemów z budową rakiety N1, niezbędnej do lotu na Księżyc, programy ŁK oraz N1 zostały anulowane w maju 1974, przez co żaden ŁK nie dotarł nigdy na Księżyc. 
Odpowiednikiem ŁK w programie Apollo był Moduł księżycowy LM.

## Historia startów
Pierwszy lot oznaczony jako Kosmos 379 odbył się 24 listopada 1970. Lądownik wystrzelono na pokładzie rakiety Sojuz-Ł. Dwa następne starty – Kosmos 398 i Kosmos 434 – miały miejsce w 1971 (26 lutego oraz 12 sierpnia). Później lądownik ŁK miał być wynoszony wraz ze statkiem ŁOK za pomocą rakiety N1, jednak nieudane loty testowe spowodowały wycofanie ZSRR z wyścigu na Księżyc. 

## Budowa
Lądownik ŁK składał się ze stopnia lądującego, kabiny załogowej i modułu napędowego. Całość była dziełem Michaiła Jangiela (z silnikami włącznie). ŁK nie był wyposażony w tunel, który umożliwiałby przejście kosmonauty do ŁOK po ponownym połączeniu modułów na orbicie księżycowej. Aby znaleźć się w orbiterze, pasażer musiał wykonać spacer kosmiczny.

## Porównanie z Modułem księżycowym LM
ŁK był dużo mniejszą konstrukcją w porównaniu do amerykańskiego lądownika LM z programu Apollo. Ważył blisko jedną trzecią tego co moduł LM oraz pozwalał na lot jednego kosmonauty zamiast dwóch. Podyktowane było to możliwościami rakiet nośnych zaplanowanych do wyniesienia lądowników na orbitę. Rakieta N1 pozwalała na wyniesienie ładunku o masie do 95 ton na niską orbitę okołoziemską a rakieta Saturn V ładunku o masie do 140 ton, co wymusiło przyjęcie innych założeń przy projektowaniu obu lądowników.